# Municipio de North Loup
El municipio de North Loup (en inglés: North Loup Township) es un municipio ubicado en el condado de Valley en el estado estadounidense de Nebraska. En el año 2010 tenía una población de 429 habitantes y una densidad poblacional de 4,06 personas por km².

## Geografía
El municipio de North Loup se encuentra ubicado en las coordenadas 41°32′00″N 98°49′10″O / 41.53333, -98.81944. Según la Oficina del Censo de los Estados Unidos, el municipio tiene una superficie total de 105.63 km², de la cual 103,45 km² corresponden a tierra firme y (2,06 %) 2,18 km² es agua.

## Demografía
Según el censo de 2010, había 429 personas residiendo en el municipio de North Loup. La densidad de población era de 4,06 hab./km². De los 429 habitantes, el municipio de North Loup estaba compuesto por el 98,37 % blancos, el 0,23 % eran asiáticos, el 0,47 % eran de otras razas y el 0,93 % eran de una mezcla de razas. Del total de la población el 0,7 % eran hispanos o latinos de cualquier raza.